# Den Nordlige Alliance
Den Forenede Islamiske Front for Afghanistans Redning (Jabha-yi Muttahid-i Islami-yi Milli bara-yi Nijat-i Afghanistan), bedst kendt som Den Nordlige Alliance i de vestlige medier, var en militær og politisk paraplyorganisation skabt af den Islamiske Stat Afghanistan i 1996.
Organisationen samlede forskellige afghanske grupper, der tidligere havde bekæmpet hinanden. Sammen bekæmpede de i stedet Taliban-styret i Afghanistan. I slutningen af 2001, vandt alliancen, med massiv hjælp fra amerikansk flystøtte og specialstyrker, deres kamp, og erobrede det meste af Afghanistan fra Taliban.